# Freestyleskiën op de Olympische Winterspelen 2014 - Aerials vrouwen
Het onderdeel aerials voor vrouwen tijdens de Olympische Winterspelen 2014 vond plaats op 14 februari 2014 in het Rosa Choetor Extreme Park in Krasnaja Poljana. Regerend olympisch kampioene was de Australische Lydia Lassila.

## Tijdschema
| Datum       | Lokale tijd | MET   | Ronde        |
| ----------- | ----------- | ----- | ------------ |
| 14 februari | 17:45       | 14:45 | Kwalificatie |
| 14 februari | 21:30       | 18:30 | Finale       |

## Uitslag

### Kwalificatie 1
| #  | Bib | Naam                   | Land             | Score  | Opm. |
| -- | --- | ---------------------- | ---------------- | ------ | ---- |
| 1  | 8   | Ashley Caldwell        | Verenigde Staten | 101.25 | Q    |
| 2  | 1   | Li Nina                | China            | 86.71  | Q    |
| 3  | 6   | Danielle Scott         | Australië        | 85.36  | Q    |
| 4  | 5   | Cheng Shuang           | China            | 83.19  | Q    |
| 5  | 7   | Emily Cook             | Verenigde Staten | 80.01  | Q    |
| 6  | 17  | Assoli Slivets         | Rusland          | 78.40  | Q    |
| 7  | 12  | Samantha Wells         | Australië        | 78.12  |      |
| 8  | 20  | Aleksandra Orlova      | Rusland          | 76.27  |      |
| 9  | 19  | Zjanbota Aldabergenova | Kazachstan       | 74.82  |      |
| 10 | 16  | Veronika Korsoenova    | Rusland          | 72.50  |      |
| 11 | 3   | Xu Mengtao             | China            | 71.44  |      |
| 12 | 24  | Olga Poljoek           | Oekraïne         | 70.76  |      |
| 13 | 9   | Laura Peel             | Australië        | 67.68  |      |
| 14 | 13  | Alla Tsoeper           | Wit-Rusland      | 66.15  |      |
| 15 | 4   | Lydia Lassila          | Australië        | 66.12  |      |
| 16 | 28  | Zjibek Arapbajeva      | Kazachstan       | 63.44  |      |
| 17 | 2   | Zhang Xin              | China            | 60.98  |      |
| 18 | 21  | Anastasia Novosad      | Oekraïne         | 56.84  |      |
| 19 | 26  | Nadia Mochnatska       | Oekraïne         | 52.44  |      |
| 20 | 30  | Joselane Santos        | Brazilië         | 49.60  |      |
| 21 | 18  | Tanja Schärer          | Zwitserland      | 48.72  |      |
| 22 | 27  | Hanna Huskova          | Wit-Rusland      | 44.08  |      |
|    | 29  | Nadia Didenko          | Oekraïne         | DNS    |      |

### Kwalificatie 2
| #  | Bib | Naam                   | Land        | Score | Opm. |
| -- | --- | ---------------------- | ----------- | ----- | ---- |
| 1  | 4   | Lydia Lassila          | Australië   | 90.65 | Q    |
| 2  | 3   | Xu Mengtao             | China       | 87.15 | Q    |
| 3  | 9   | Laura Peel             | Australië   | 85.99 | Q    |
| 4  | 16  | Veronika Korsoenova    | Rusland     | 81.58 | Q    |
| 5  | 19  | Zjanbota Aldabergenova | Kazachstan  | 78.12 | Q    |
| 6  | 13  | Alla Tsoeper           | Wit-Rusland | 77.52 | Q    |
| 7  | 2   | Zhang Xin              | China       | 77.49 |      |
| 8  | 18  | Tanja Schärer          | China       | 77.17 |      |
| 9  | 24  | Olga Poljoek           | Oekraïne    | 74.97 |      |
| 10 | 21  | Anastasia Novosad      | Oekraïne    | 74.34 |      |
| 11 | 26  | Nadia Mochnatska       | Oekraïne    | 69.31 |      |
| 12 | 12  | Samantha Wells         | Australië   | 67.13 |      |
| 13 | 28  | Zjibek Arapbajeva      | Kazachstan  | 58.87 |      |
| 14 | 20  | Aleksandra Orlova      | Rusland     | 55.75 |      |
| 15 | 27  | Hanna Hoeskova         | Wit-Rusland | 52.60 |      |
| 16 | 30  | Joselane Santos        | Brazilië    | 48.17 |      |
|    | 29  | Nadia Didenko          | Oekraïne    | DNS   |      |

### Finale
| #      | Bib | Naam                   | Land             | Ronde 1 | Ronde 1 | Ronde 2       | Ronde 2       | Ronde 3       | Ronde 3       |
| #      | Bib | Naam                   | Land             | Score   | #       | Score         | #             | Score         | #             |
| ------ | --- | ---------------------- | ---------------- | ------- | ------- | ------------- | ------------- | ------------- | ------------- |
| Goud   | 13  | Alla Tsoeper           | Wit-Rusland      | 99.18   | 1       | 88.50         | 4             | 98.01         | 1             |
| Zilver | 3   | Xu Mengtao             | China            | 90.65   | 3       | 101.08        | 1             | 83.50         | 2             |
| Brons  | 4   | Lydia Lassila          | Australië        | 95.76   | 2       | 99.22         | 2             | 72.12         | 3             |
| 4      | 1   | Li Nina                | China            | 90.24   | 4       | 89.53         | 3             | 46.02         | 4             |
| 5      | 5   | Cheng Shuang           | China            | 80.01   | 7       | 87.42         | 5             | Uitgeschakeld | Uitgeschakeld |
| 6      | 19  | Zjanbota Aldabergenova | Kazachstan       | 76.23   | 8       | 68.44         | 6             | Uitgeschakeld | Uitgeschakeld |
| 7      | 9   | Laura Peel             | Australië        | 83.79   | 5       | 64.50         | 7             | Uitgeschakeld | Uitgeschakeld |
| 8      | 7   | Emily Cook             | Verenigde Staten | 82.21   | 6       | 64.50         | 8             | Uitgeschakeld | Uitgeschakeld |
| 9      | 6   | Danielle Scott         | Australië        | 76.23   | 9       | Uitgeschakeld | Uitgeschakeld | Uitgeschakeld | Uitgeschakeld |
| 10     | 8   | Ashley Caldwell        | Verenigde Staten | 72.80   | 10      | Uitgeschakeld | Uitgeschakeld | Uitgeschakeld | Uitgeschakeld |
| 11     | 16  | Veronika Korsoenova    | Rusland          | 68.35   | 11      | Uitgeschakeld | Uitgeschakeld | Uitgeschakeld | Uitgeschakeld |
| 12     | 17  | Assoli Slivets         | Rusland          | 62.30   | 12      | Uitgeschakeld | Uitgeschakeld | Uitgeschakeld | Uitgeschakeld |